# Л'Аржантера
л'Аржанте́ра (кат. L'Argentera, вимова літературною каталанською [əɾʒəntɛɾə]) — муніципалітет, розташований в Автономній області Каталонія, в Іспанії. Код муніципалітету за номенклатурою Інституту статистики Каталонії — 430173. Знаходиться у районі (кумарці) Баш-Камп (коди району — 08 та BC) провінції Таррагона, згідно з новою адміністративною реформою перебуватиме у складі баґарії (округи) Камп-да-Таррагона.

## Назва муніципалітету
Назва муніципалітету походить від лат. argentarĭa.

## Населення
Населення міста (у 2007 р.) становить 143 особи (з них менше 14 років — 7 %, від 15 до 64 — 68,5 %, понад 65 років — 24,5 %). 
У 2006 р. народжуваність склала 1 особа, смертність — 0 осіб, зареєстровано 1 шлюб. У 2001 р. активне населення становило 72 особи, з них безробітних — 1 особа.
Серед осіб, які проживали на території міста у 2001 р., 128 народилися в Каталонії (з них 91 особа у тому самому районі, або кумарці), 17 осіб приїхало з інших областей Іспанії, а 0 осіб приїхало з-за кордону.
Вищу освіту має 15,8 % усього населення.
У 2001 р. нараховувалося 64 домогосподарства (з них 42,2 % складалися з однієї особи, 21,9 % з двох осіб,14,1 % з 3 осіб, 14,1 % з 4 осіб, 6,2 % з 5 осіб, 0 % з 6 осіб, 1,6 % з 7 осіб, 0 % з 8 осіб і 0 % з 9 і більше осіб).
Активне населення міста у 2001 р. працювало у таких сферах діяльності: у сільському господарстві — 9,9 %, у промисловості — 19,7 %, на будівництві — 15,5 % і у сфері обслуговування — 54,9 %.
У муніципалітеті або у власному районі (кумарці) працює 11 осіб, поза районом — 64 особи.

### Безробіття
У 2007 р.,, так само як і у 2006 р., безробітних зареєстровано не було.

## Економіка

### Підприємства міста

#### Промислові підприємства
| \| Промислові підприємства міста, за сферою діяльності \| Промислові підприємства міста, за сферою діяльності \| Промислові підприємства міста, за сферою діяльності \| \| Рік \| 2002 р. \| 2001 р. \| \| --------------------------------------------------- \| --------------------------------------------------- \| --------------------------------------------------- \| \| Енергетичні та водні ресурси \| 100 % \| 100 % \| \| Хімія та метали \| 0 % \| 0 % \| \| Переробка металів \| 0 % \| 0 % \| \| Продукти харчування \| 0 % \| 0 % \| \| Текстиль \| 0 % \| 0 % \| \| Виробництво меблів, видання \| 0 % \| 0 % \| \| Інше \| 0 % \| 0 % \| \| Усього підприємств \| 1 \| 1 \| |         |         |
| Промислові підприємства міста, за сферою діяльності |         |         |
| Рік | 2002 р. | 2001 р. |
| Енергетичні та водні ресурси | 100 %   | 100 %   |
| Хімія та метали | 0 %     | 0 %     |
| Переробка металів | 0 %     | 0 %     |
| Продукти харчування | 0 %     | 0 %     |
| Текстиль | 0 %     | 0 %     |
| Виробництво меблів, видання | 0 %     | 0 %     |
| Інше | 0 %     | 0 %     |
| Усього підприємств | 1       | 1       |

#### Сфера послуг
| \| Підприємства міста, що працюють у сфері послуг, за діяльністю \| Підприємства міста, що працюють у сфері послуг, за діяльністю \| Підприємства міста, що працюють у сфері послуг, за діяльністю \| \| Рік \| 2002 р. \| 2001 р. \| \| ------------------------------------------------------------- \| ------------------------------------------------------------- \| ------------------------------------------------------------- \| \| Гуртова торгівля \| 0 % \| 0 % \| \| Готелі та готельний бізнес \| 25 % \| 0 % \| \| Транспорт та зв'язок \| 50 % \| 75 % \| \| Посередницькі фінансові послуги \| 0 % \| 0 % \| \| Послуги підприємствам \| 25 % \| 25 % \| \| Послуги фізичним особам \| 0 % \| 0 % \| \| Нерухомість та ін. \| 0 % \| 0 % \| \| Усього підприємств \| 4 \| 4 \| |         |         |
| Підприємства міста, що працюють у сфері послуг, за діяльністю |         |         |
| Рік | 2002 р. | 2001 р. |
| Гуртова торгівля | 0 %     | 0 %     |
| Готелі та готельний бізнес | 25 %    | 0 %     |
| Транспорт та зв'язок | 50 %    | 75 %    |
| Посередницькі фінансові послуги | 0 %     | 0 %     |
| Послуги підприємствам | 25 %    | 25 %    |
| Послуги фізичним особам | 0 %     | 0 %     |
| Нерухомість та ін. | 0 %     | 0 %     |
| Усього підприємств | 4       | 4       |

## Житловий фонд
У 2001 р. 7,8 % усіх родин (домогосподарств) мали житло метражем до 59 м2, 40,6 % — від 60 до 89 м2, 26,6 % — від 90 до 119 м2 і 25 % — понад 120 м2.
З усіх будівель у 2001 р. 26,1 % було одноповерховими, 43,5 % — двоповерховими, 30,4 % — триповерховими та жодного з чотирма та більше поверхами.

## Автопарк
| \| Автомобілі, зареєстровані у місті, за призначенням \| Автомобілі, зареєстровані у місті, за призначенням \| Автомобілі, зареєстровані у місті, за призначенням \| \| Рік \| 2006 р. \| 2005 р. \| \| -------------------------------------------------- \| -------------------------------------------------- \| -------------------------------------------------- \| \| Приватні автомобілі \| 68,5 % \| 69,9 % \| \| Мотоцикли \| 9,9 % \| 9,8 % \| \| Вантажівки \| 19,1 % \| 18,4 % \| \| Трактори \| 0 % \| 0 % \| \| Автобуси та ін. \| 2,5 % \| 1,8 % \| \| Усього автомобілів \| 162 шт. \| 163 шт. \| |         |         |
| Автомобілі, зареєстровані у місті, за призначенням |         |         |
| Рік | 2006 р. | 2005 р. |
| Приватні автомобілі | 68,5 %  | 69,9 %  |
| Мотоцикли | 9,9 %   | 9,8 %   |
| Вантажівки | 19,1 %  | 18,4 %  |
| Трактори | 0 %     | 0 %     |
| Автобуси та ін. | 2,5 %   | 1,8 %   |
| Усього автомобілів | 162 шт. | 163 шт. |

## Вживання каталанської мови
У 2001 р. каталанську мову у місті розуміли 100 % усього населення (у 1996 р. — 99,3 %), вміли говорити нею 97,2 % (у 1996 р. — 96,5 %), вміли читати 95,1 % (у 1996 р. — 91,7 %), вміли писати 77,5 % (у 1996 р. — 68,8 %). Не розуміли каталанської мови 0 %.

## Політичні уподобання
У виборах до Парламенту Каталонії у 2006 р. взяло участь 98 осіб (у 2003 р. — 100 осіб). Голоси за політичні сили розподілилися таким чином:
| \| Вибори до Парламенту Каталонії \| Вибори до Парламенту Каталонії \| Вибори до Парламенту Каталонії \| \| Рік \| 2006 р. \| 2003 р. \| \| -------------------------------------- \| ------------------------------ \| ------------------------------ \| \| Конвергенція та Єднання (CiU) \| 39,8 % \| 38 % \| \| Соціалістична партія Каталонії (PSC) \| 23,5 % \| 18 % \| \| Народна партія (PP) \| 2 % \| 2 % \| \| Ініціатива за Каталонію — Зелені (ICV) \| 3,1 % \| 4 % \| \| Республіканська лівиця Каталонії (ERC) \| 29,6 % \| 37 % \| \| Громадяни — Громадянська партія (C's) \| 0 % \| 0 % \| \| Інші \| 2 % \| 1 % \| |         |         |
| Вибори до Парламенту Каталонії |         |         |
| Рік | 2006 р. | 2003 р. |
| Конвергенція та Єднання (CiU) | 39,8 %  | 38 %    |
| Соціалістична партія Каталонії (PSC) | 23,5 %  | 18 %    |
| Народна партія (PP) | 2 %     | 2 %     |
| Ініціатива за Каталонію — Зелені (ICV) | 3,1 %   | 4 %     |
| Республіканська лівиця Каталонії (ERC) | 29,6 %  | 37 %    |
| Громадяни — Громадянська партія (C's) | 0 %     | 0 %     |
| Інші | 2 %     | 1 %     |